# هولگر براونشوویگ
هولگر براونشوویگ (انگلیسی: Holger Braunschweig؛ زادهٔ ۱۹۶۱) دانشمند در زمینه شیمی، شیمی معدنی، شیمی آلی فلزی، Main-group element، و Organoboron chemistry اهل آلمان است.